# Burmeister & Wain
Burmeister & Wain Maskin- og Skibsbyggeri (kurz B&W) ist ein ehemaliges Maschinen- und Schiffbauunternehmen mit Hauptsitz in Kopenhagen.
B&W nahm seinen Ursprung als Hersteller von Schiffsmotoren (zunächst Dampfmaschinen und -kessel, später Schiffsdieselmotoren) und als Schiffswerft. Die Antriebsmaschinen kamen auch in Eisenbahnlokomotiven und Kraftwerken zum Einsatz.
Das traditionsreiche Unternehmen wurde in den 1970er Jahren nach einer schweren finanziellen Krise in separate Zweige aufgespalten, die größtenteils von anderen Unternehmen absorbiert wurden.

## Geschichte

### Ursprünge und Aufbau

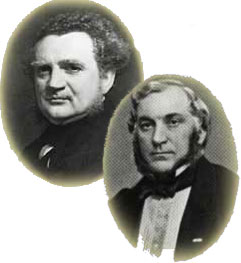
Carl Christian Burmeister und William Wain

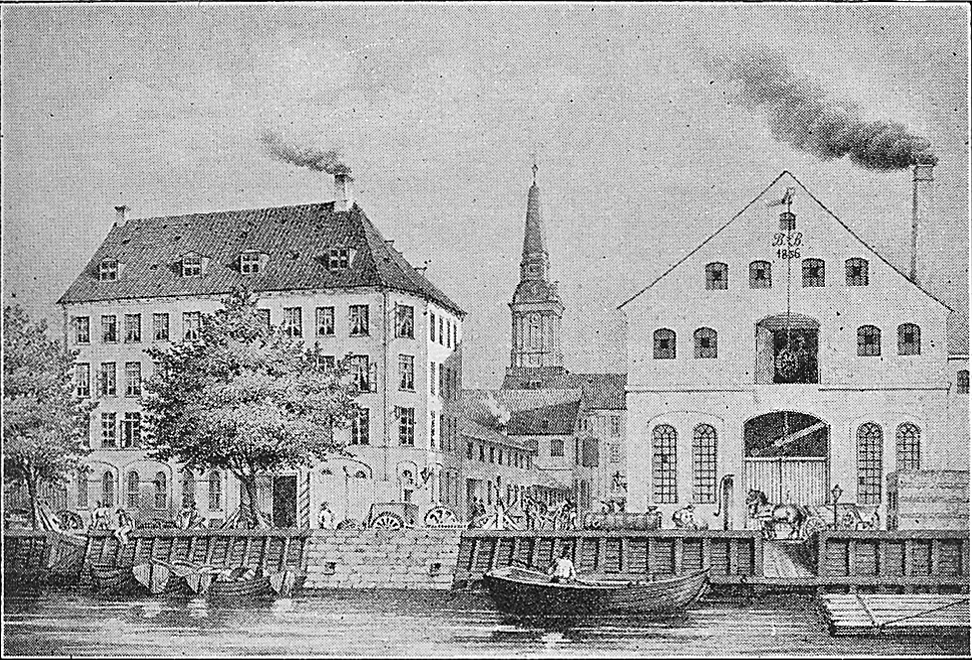
Die Maschinenfabrik in Christianshavn (1850)

Das Unternehmen entstand 1843 an der Kopenhagener Købmagergade als kleine Maschinenwerkstatt. In diesem Jahr erhielt der aus Halstenbek in Holstein stammende Handwerker Hans Heinrich Baumgarten (1806–1875) nach einer Audienz beim dänischen Kronprinzen Christian die Königliche Erlaubnis zur Gründung eines Betriebes.
Das junge Unternehmen wuchs schnell, so dass der Platz an der Købmagergade zu eng wurde und Geldmittel für Investitionen und Erweiterungen gebraucht wurden. Baumgarten nahm deshalb 1846 einen neuen Partner, Carl Christian Burmeister (1821–1898), mit ins Unternehmen, das daraufhin als Baumgarten & Burmeister (B&B) umfirmierte. Im Folgejahr 1847 zog die Werkstatt nach Christianshavn um und wurde durch eine große Eisengießerei ergänzt. 1848 baute B&B seine erste Dampfmaschine. 1851 mieteten B&B eine Werft vom Engländer Jacob Holm und bauten dort 1854 das erste Schiff, die S/S Hermod.

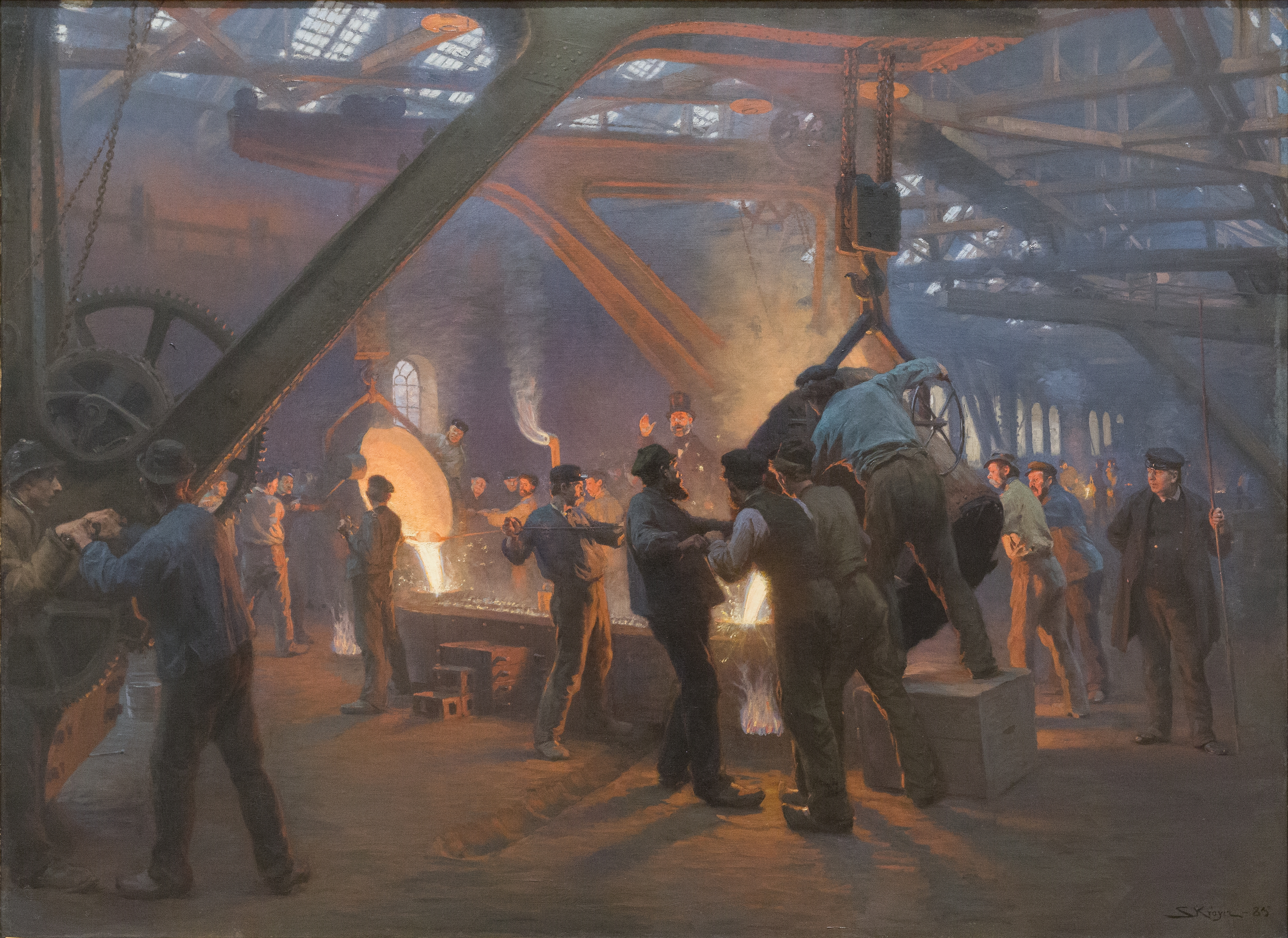
B&W-Gießerei, Gemälde von P. S. Krøyer von 1885

1861 zog sich Baumgarten aus dem Tagesgeschäft der Unternehmensführung zurück und wurde stiller Teilhaber. Als Ersatz und Ergänzung stieg 1865 der Engländer William Wain (1819–1882) in das Unternehmen ein, der zuvor für die Königlich Dänische Marine und deren Docks gearbeitet hatte. 1872 firmierte das Unternehmen als Aktieselskabet Burmeister & Wain (B&W) und gründete eine eigene Werft auf der vorgelagerten Insel Refshaleøen (55° 41′ 35″ N, 12° 37′ 0″ O).
1871 baute B&W zwei Dampflokomotiven für die Sjællandske Jernbane-Selskab. Obwohl die Lokomotiven zufriedenstellend verkehrten, waren dies die einzigen Dampflokomotiven des Unternehmens. B&W wurde zum größten Arbeitgeber in der Stadt. 1880 nannte sich das Unternehmen Burmeister & Wain Maskin- og Skibsbyggeri.
Im Jahre 1890 baute B&W seinen ersten Verbrennungsmotor, einen Paraffinmotor. Chefingenieur Ivar Knudsen stellte die Verbindung zu Rudolf Diesel her, sodass B&W 1898 die exklusive Lizenz für Dänemark zur Herstellung des im Vorjahr patentierten Dieselmotors erhielt. Nach einigen Jahren der Entwicklung gelang B&W 1912 der Durchbruch für den Dieselschiffsantrieb mit der Selandia, dem weltweit ersten hochseetüchtigen Motorschiff. Nach Ivar Knudsens Tod führte Hans Henrik Blache die Entwicklungen weiter und war Geschäftsführer der Motorenfertigung. 
In den kommenden Jahrzehnten wuchs das Unternehmen weiter, bezog 1920/21 eine größere Fabrik in Teglholmen (55° 39′ 2,8″ N, 12° 33′ 3,8″ O) und entwickelte sich zu einem weltweit führenden Hersteller von Dieselmotoren und Motorschiffen. 1930 wurden bei B&W erstmals Zweitakt-Dieselmotoren gebaut, die später zum Standard für Schiffsdiesel wurden.
Am 19. Mai 1928 wurde ein Vertrag mit Danske Statsbaner über den Bau von zwei Diesellokomotiven der Baureihe MW unterzeichnet, die in der Motorenfabrik des Unternehmens in Christianshavn montiert und 1929 ausgeliefert wurden.
Neben Schiffsdieseln und solchen für Lokomotiven wurden auch Stationärdiesel für Kraftwerke hergestellt, so baute B&W beispielsweise 1933 den Motor für das Kraftwerk H.C. Ørsted Værket in Kopenhagen, dieser war mit seiner elektrischen Leistung von 12 Megawatt für mehr als dreißig Jahre der größte Dieselmotor der Welt. Er war im Kraftwerk bis 2003 als Spitzenlastreserve eingesetzt und ist heute (weiterhin betriebstüchtig) im DieselHouse zu besichtigen, einem MAN-Betriebsmuseum in Kopenhagen.
In einem Lagerhaus in Christianshavn, nahe dem ehemaligen Werksgelände, wurde in neuerer Zeit das B&W-Museum eingerichtet, das die Entwicklung des Unternehmens zeigt.

### Niedergang und Aufspaltung
In den 1960er Jahren geriet B&W  immer mehr unter finanziellen Druck durch den weltweiten Preiskampf auf dem Schiffbaumarkt und die resultierende Werftenkrise. Man entschied sich 1971, den kränkelnden Schiffbaubereich (B&W Skibsbyggeri) vom Rest des Unternehmens (B&W Motor- & Maskinfabrik) zu trennen. Letzterer wurde um 1980 nochmals geteilt:

#### Schiffbau
Der Werftbereich produzierte nach der Trennung 1971 trotz anhaltender finanzieller Schwierigkeiten noch bis 1996 weiter. Dann – nach mehr als 1000 Schiffen – wurde dieser Bereich zerschlagen und die verschiedenen Standorte wurden von verschiedenen Unternehmen (Kockums, Tschudi & Eitzen, Giuseppe Bottiglieri, …) übernommen.

#### Dieselmotoren
Der Bereich Dieselmotorenbau bildete ab 1979/80 eine eigene Gesellschaft B&W Diesel A/S, die an MAN verkauft wurde. Der Bereich firmierte um als MAN B&W Diesel, MAN Diesel und letztlich MAN Diesel & Turbo, so dass der Name Burmeister & Wain bzw. das Kürzel B&W letztlich aus dem Unternehmensnamen verschwand und von MAN nur noch als Marke weitergeführt wird. Zweitakter-Schiffsdieselmotoren nach B&W-Design gehören zu den effizientesten Wärmekraftmaschinen der Welt.

#### Energietechnik
Der Bereich Kraftwerks- und Energieanlagenbau (Burmeister & Wain Energi A/S, kurz: BWE), der stationäre Feuerungen, Dampfkessel und komplette Kraftwerksanlagen baute, entstand um 1960 durch Zusammenlegung der B&W-Aktivitäten in diesem Bereich mit denen des Unternehmens Tøma A/S in Tønder.
BWE wurde 1980 an Lentjes verkauft. Lentjes brachte BWE in das Gemeinschaftsunternehmen Babcock Lentjes Kraftwerkstechnik ein. Von dort übernahm 1997 der dänische Investor FLS Industries die vormalige BWE, spaltete sie auf und verkaufte sie in Einzelteilen. Hieraus gingen verschiedene Unternehmen hervor, die teilweise bis heute den Namen Burmeister & Wain in der Firma führen:
- Burmeister & Wain Energy in Kgs. Lyngby, Anlagenbauer für Feuerungen, Dampfkessel, Rauchgasreinigungsanlagen und Komplettkraftwerke[6] (Ende des 20. Jahrhunderts zu Ferdinand Lentjes Dampfkessel und Machinenbau, wurde 2017 Teil von BWSC)
- Burmeister & Wain Scandinavian Contractor A/S (BWSC), Anlagenbauunternehmen für Dieselmotorkraftwerke und andere Kleinkraftwerke, gehört zu Mitsui E&S[7]
- Boiler Works A/S in Tønder (bis 2018)
- Geschäftsfeld BWE Boiler Supply wurde 2021 Teil von Berkes (Unternehmen).[8]

### Bekannte Schiffe
Auf der Werft wurden unter anderem gebaut:
- Königsyacht Dannebrog
- Russische kaiserliche Staatsyacht Standart
- Forschungsschiff Atlantis
- Selandia, erstes hochseefähiges Schiff mit Dieselmotor
- Fährschiff Hammershus
- Passagierschiffe Transilvania und Basarabia
- Kreuzer Bojarin
- Motorschiff Canadian Star
- Schüttgutfrachter der Reihe Burmeister & Wain BCT70
- Massengutschiffe der Baureihe Burmeister & Wain BC50
- Semicontainerschiff Tobias Mærsk